# Baryconus diversus
Baryconus diversus är en stekelart som beskrevs av Saraswat 1978. Baryconus diversus ingår i släktet Baryconus och familjen Scelionidae. Inga underarter finns listade.